# Войтолово
Войто́лово (рос. Войтолово) — село в Кіровському районі Ленінградської області, Росія. Належить до муніципального утворення Мгінське міське поселення.